# Lee Anne Willson
Pour les articles homonymes, voir Willson.
Lee Anne Willson, née Mordy le 14 mars 1947 à Honolulu à Hawaï, est une astronome américaine, principalement connue pour ses recherches sur les relations entre pulsations et perte de masse des étoiles.

## Biographie

### Études
Lee Anne Mordy nait le 14 mars 1947 à Honolulu, et vit à Hawaï jusqu'en 1956 où elle déménage en suède, à Saltsjöbaden. Elle y reste quatre ans avant de revenir aux États-Unis en 1960, à Reno. Elle y poursuit sa scolarité et intègre l'université du Nevada à Reno où elle obtient en 1968 un Bachelor of Arts en physique. Elle obtient alors une bourse auprès du Programme Fulbright et de la Fulbright and American Scandinavian Foundation qui lui permet d'étudier un an à l'université de Stockholm, avant d'intégrer l'Université du Michigan où elle est diplômée d'un Master of Science en 1970 puis enfin d'un Philosophiæ doctor en astronomie en 1973.

### Carrière universitaire
Elle démarre alors une carrière universitaire au sein du département de physique et d'astronomie de l'Université d'État de l'Iowa et de 1973 à 1993 gravit tous les échelons du système professoral américain, d'instructor en 1973 à full professor en 1988, et même university professor en 1993, un titre spécifique à l'université et réservé aux professeurs qui l'ont marqué significativement,.
Sa carrière universitaire est complétée par des postes de visiteurs (à des grades variés corrélés à ses grades en tant que professeur) au
Canadian Institute for Theoretical Astrophysics (1985), Uppsala University (1991 et 2003-2004), University of Minnesota (1991 et 2003-2004), Harvard-Smithsonian Center
for Astrophysics (2003-2004) et Cambridge University (2007).
En parallèle de ses activités d'enseignement elle poursuit ses activités de recherches initiées lors de son doctorat. Elle collabore notamment avec Stephen J. Hill pour élaborer des théories reliant pulsations et perte de masses des étoiles, en sa basant sur l'étude d'étoiles variables de type Mira.
Lee Anne Willson s’investit également dans des activités plus sociales, concernant la place des femmes dans l'astronomie ou les arts : en elle est cofondatrice du Creative Artists' Studio of Ames, un studio destiné à aider des artistes locaux à développer leurs arts,.
Elle prend sa retraite d'enseignante en mai 2014 mais reste professeure émérite à l'université d'Iowa et continue à être active au sein de l'AAS ou du Creative Artists' Studio of Ames,.

### Récompenses
Lee Anne Willson a reçu de nombreux prix au cours de sa carrière. Le Prix d'astronomie Annie J. Cannon d'abord, réservé au jeunes astronomes américaines, en 1980. Puis en 1993 le « Award for outstanding teaching at the introductory level » de Université d'État de l'Iowa, en 1994 elle est élue « AAAS Fellow ». En 2008 c'est l'Association américaine des observateurs d'étoiles variables qui lui décerne un « Merit Award »,.
On peut également citer, dans le domaine des arts cette fois, le « Outstanding Board Member » décerné par le Ames Community Arts Council (2007).